# Dichtebündel
Ein Dichtebündel ist ein Spezialfall eines Vektorbündels und wird im mathematischen Teilgebiet der Differentialgeometrie untersucht. Mit Hilfe dieser Bündel kann man einige aus der Analysis bekannte Objekte auf Mannigfaltigkeiten verallgemeinern. So kann man ähnlich wie mit Differentialformen einen Koordinaten-invarianten Integralbegriff auf Mannigfaltigkeiten definieren. Man findet mit Hilfe dieser Bündel Verallgemeinerungen der Lp-Räume und der Distributionenräume auf Mannigfaltigkeiten.

## Definition

### r-Dichte
Sei {\displaystyle V} ein reeller, {\displaystyle n}-dimensionaler Vektorraum und mit {\displaystyle \Lambda ^{n}V} wird die n-te äußere Potenz des Vektorraums {\displaystyle V} notiert. Für jedes {\displaystyle r\in \mathbb {R} } definiert man eine r-Dichte als eine Funktion {\displaystyle f\colon \Lambda ^{n}V\to \mathbb {R} }, so dass
{\displaystyle f(\lambda u)=|\lambda |^{r}f(u)}
für alle {\displaystyle u\in \Lambda ^{n}V\backslash \{0\}} und für alle {\displaystyle \lambda \neq 0} gilt. Der Vektorraum der {\displaystyle r}-Dichten wird mit {\displaystyle |V|^{r}} notiert.

### r-Dichtebündel
Sei {\displaystyle M} eine glatte, {\displaystyle n}-dimensionale Mannigfaltigkeit und {\displaystyle r\in \mathbb {R} } eine reelle Zahl. Mit {\displaystyle \Gamma ^{\infty }} wird der Raum der globalen Schnitte auf einem Vektorbündel notiert.
Analog zur obigen Definition ist eine {\displaystyle r}-Dichte auf einer Mannigfaltigkeit eine Abbildung
{\displaystyle \mu \colon \Gamma ^{\infty }(\Lambda ^{n}(M))\to C^{\infty }(M)}
mit
{\displaystyle \mu (\lambda u)=|\lambda |^{r}\mu (u)}
für alle {\displaystyle u\in \Lambda ^{n}TM\backslash \{0\}} und für alle glatten Funktionen {\displaystyle \lambda \colon M\to \mathbb {R} \backslash \{0\}}.
Das Vektorbündel der {\displaystyle r}-Dichten ist dann definiert durch
{\displaystyle |\Lambda ^{n}(M)|^{r}:=|\Lambda ^{n}(TM)|^{r}.}
Mit {\displaystyle TM} wird das Tangentialbündel bezeichnet.

## Pullback
Für {\displaystyle r\geq 0} induziert eine glatte Abbildung {\displaystyle \phi \colon M\to N} zwischen zwei glatten {\displaystyle n}-dimensionalen Mannigfaltigkeiten einen Pullback
{\displaystyle \phi ^{*}\colon \Gamma ^{\infty }(|\Lambda ^{n}(N)|^{r})\to \Gamma ^{\infty }(|\Lambda ^{n}(M)|^{r}),}
welcher für alle {\displaystyle e\in C^{\infty }(\Lambda ^{n}TM)} durch
{\displaystyle (\phi ^{*}\mu )(e)=\mu (\det(\phi _{*})\cdot e)=|\det(\phi _{*})|^{r}\mu (e)}
definiert ist. Dabei ist {\displaystyle \phi _{*}} der Pushforward von {\displaystyle \phi }, sind {\displaystyle M} und {\displaystyle N} Untermannigfaltigkeiten so ist {\displaystyle \phi _{*}} die Jacobi-Matrix von {\displaystyle \phi }.

## Dualraum
1. Sei {\displaystyle M} wieder eine glatte Mannigfaltigkeit. Da der Vektorraum der 0-Dichten {\displaystyle |\Lambda ^{n}T_{p}M|^{0}} nur aus den konstanten Funktionen besteht, gilt für das entsprechende Dichtebündel
{\displaystyle |\Lambda ^{n}(M)|^{0}\cong M\times \mathbb {R} .}
2. Für {\displaystyle \alpha ,\beta \in \mathbb {R} } gilt die Isomorphie
{\displaystyle |\Lambda ^{n}(M)|^{\alpha }\otimes |\Lambda ^{n}(M)|^{\beta }\cong |\Lambda ^{n}(M)|^{\alpha +\beta }.}
3. Aus den Eigenschaften 1. und 2. folgt
{\displaystyle |\Lambda ^{n}(M)|^{\alpha }\otimes |\Lambda ^{n}(M)|^{-\alpha }\cong M\times \mathbb {R} }
 und daher ist {\displaystyle |\Lambda ^{n}(M)|^{\alpha }} der Dualraum von {\displaystyle |\Lambda ^{n}(M)|^{-\alpha }} und man schreibt
{\displaystyle (|\Lambda ^{n}(M)|^{\alpha })'\cong |\Lambda ^{n}(M)|^{-\alpha }.}

## Integration auf Mannigfaltigkeiten
Eins-Dichten sind insbesondere deshalb wichtig, weil sie (koordinatenunabhängig) auf Mannigfaltigkeiten integriert werden können. Ihr Vorteil gegenüber Differentialformen, welche auch diese Eigenschaft haben, ist, dass man Dichten auch auf nicht orientierbaren Mannigfaltigkeiten integrieren kann.

### Definition
Sei also {\displaystyle M} eine glatte Mannigfaltigkeit und sei {\displaystyle \mu \in \Gamma _{c}^{\infty }(|\Lambda ^{n}(M)|^{1})} eine 1-Dichte. Dann ist das Integral {\displaystyle \textstyle \int _{M}\mu } von {\displaystyle \mu } über {\displaystyle M} wie folgt definiert. Sei {\displaystyle (U_{i},\kappa _{i})_{i\in I}} eine endliche Familie von Karten, welche {\displaystyle \operatorname {supp} (\mu )} überdecken. Und sei {\displaystyle (\phi _{i})_{i\in I}} eine subordinierte Zerlegung der Eins. Dann setze
{\displaystyle \int _{M}\mu :=\sum _{i}\int _{\kappa _{i}(U)}\kappa _{i}^{*}(\phi _{i}\mu )}.
Die rechte Seite ist unabhängig von der Wahl der Karte und der Wahl der Zerlegung der Eins.

### Eigenschaften
- Das Integral ist invariant bezüglich Diffeomorphismen. Das heißt, für alle glatten Mannigfaltigkeit {\displaystyle M} und {\displaystyle N} der gleichen Dimension {\displaystyle n} und jeden Diffeomorphismus {\displaystyle \phi \colon M\to N} und jede 1-Dichte {\displaystyle \mu \in \Gamma _{c}^{\infty }(|\Lambda ^{n}(N)|^{1})} gilt
{\displaystyle \int _{M}\phi ^{*}\mu =\int _{N}\mu .}
- Das Integral ist lokal, das heißt, für jede Teilmenge {\displaystyle U\subset M} und jede 1-Dichte {\displaystyle \mu \in \Gamma _{c}^{\infty }(|\Lambda ^{n}(M)|^{1})} mit {\displaystyle \operatorname {supp} (\mu )\subset U} gilt
{\displaystyle \int _{M}\mu =\int _{U}\mu .}
- Für jedes {\displaystyle \rho \in C_{c}^{\infty }(\mathbb {R} ^{n})} gilt
{\displaystyle \int _{\mathbb {R} ^{n}}\rho |\mathrm {d} v|=\int _{\mathbb {R} ^{n}}\rho \mathrm {d} x.}
Das rechte Integral ist ein normales Lebesgueintegral einer glatten Funktion mit kompaktem Träger.

### L1-Raum
Sei {\displaystyle \mu \in |\Lambda ^{n}(M)|^{1}} eine messbare 1-Dichte mit kompaktem Träger. Existiert das Integral {\displaystyle \textstyle \int _{M}|\mu |}, so nennt man {\displaystyle \mu } einen {\displaystyle L^{1}}-Schnitt dessen Norm durch
{\displaystyle \|\mu \|_{L^{1}}:=\int _{M}|\mu |}
gegeben ist. Die Vervollständigung dieser Menge bezüglich der gegebenen Norm liefert den Raum {\displaystyle L^{1}(M,|\Lambda ^{n}(M)|^{1}).} Ist die Mannigfaltigkeit kompakt, so bewirkt die Vervollständigung nichts.

### Lp-Räume
Seien nun {\displaystyle \mu \in |\Lambda ^{n}(M)|^{r}} und {\displaystyle \nu \in |\Lambda ^{n}(M)|^{1-r}} und eine der beiden Dichten habe kompakten Träger. Dann ist aufgrund der Eigenschaft zwei aus dem Abschnitt Dualraum {\displaystyle \mu \otimes \nu =\mu \cdot \nu \in |\Lambda ^{n}(M)|^{1}} und hat kompakten Träger. Somit ist {\displaystyle \mu \cdot \nu } integrierbar.
Ist {\displaystyle \int _{M}|\mu |^{p}} integrierbar so spricht man analog von einem {\displaystyle L^{p}}-Schnitt dessen Norm durch
{\displaystyle \|\mu \|_{L^{p}}:=\int _{M}|\mu |^{p}}
gegeben ist. Die Vervollständigung liefert den Raum {\displaystyle L^{p}(M,|\Lambda ^{n}(M)|^{\frac {1}{p}}).} Ebenfalls wieder wegen Eigenschaft zwei aus dem Abschnitt Dualraum ist der Raum {\displaystyle L^{q}(M,|\Lambda ^{n}(M)|^{\frac {1}{q}})} mit {\displaystyle {\tfrac {1}{p}}+{\tfrac {1}{q}}=1} der Dualraum zu {\displaystyle L^{p}(M,|\Lambda ^{n}(M)|^{\frac {1}{p}}).}

## Beispiele

### Dichtebündel über dem reellen Raum
Sei {\displaystyle M=\mathbb {R} ^{n}} die zu betrachtende Mannigfaltigkeit. Das Tangentialbündel {\displaystyle T\mathbb {R} ^{n}} ist ein triviales Vektorbündel, daher existieren in {\displaystyle T\mathbb {R} ^{n}} und im Dichtebündel {\displaystyle \Lambda ^{n}(\mathbb {R} ^{n})} globale Schnitte. Sei {\displaystyle e_{1},\ldots ,e_{n}} die kanonische Basis von {\displaystyle \mathbb {R} ^{n}}, dann ist {\displaystyle e_{1}\wedge \cdots \wedge e_{n}} eine Basis des eindimensionalen Raums {\displaystyle \Lambda ^{n}(\mathbb {R} ^{n})}. Es gibt dann einen glatten nirgends verschwindenden Schnitt {\displaystyle \textstyle |\mathrm {d} \nu _{n}|\in |\Lambda ^{n}(\mathbb {R} ^{n})|^{1}}, der durch
{\displaystyle |\mathrm {d} \nu _{n}|(e_{1}\wedge \cdots \wedge e_{n})=1}
definiert ist. Für jede glatte Abbildung {\displaystyle f\colon \mathbb {R} ^{n}\to \mathbb {R} } ist {\displaystyle \mu =f|\mathrm {d} \nu _{n}|} eine glatte 1-Dichte. Das Objekt {\displaystyle |\mathrm {d} \nu _{n}|} kann als das Lebesgue-Maß verstanden werden.
Sei {\displaystyle \phi =(\phi _{1},\ldots ,\phi _{n})\colon \mathbb {R} ^{n}\to \mathbb {R} ^{n}} ein glatter Diffeomorphismus, dann gilt
{\displaystyle \phi ^{*}(|\mathrm {d} \nu _{n}|)=\left|\det \left({\frac {\partial \phi _{i}}{\partial x^{j}}}\right)\right|\cdot |\mathrm {d} \nu _{n}|.}
Dabei bezeichnet {\displaystyle \textstyle \left({\frac {\partial \phi _{i}}{\partial x^{j}}}\right)} die Jacobi-Matrix von {\displaystyle \phi }. Diesen Zusammenhang findet man auch bei der Koordinatentransformation von Integralen. Vergleiche dazu auch Transformationssatz.

### Riemannsche Dichte
Sei {\displaystyle (M,g)} eine n-dimensionale riemannsche Mannigfaltigkeit, dann existiert für das Tangentialbündel ein orthonormaler Rahmen {\displaystyle e_{1},\ldots e_{n}} bezüglich der riemannschen Metrik. Der eindeutig bestimmte globale Schnitt {\displaystyle |\mathrm {d} x|\in \Gamma (M,|\Lambda ^{n}(M)|)} mit
{\displaystyle |\mathrm {d} x|(e_{1}\wedge \cdots \wedge e_{n})=1}
heißt riemannsche Dichte. Dieser Schnitt existiert ohne weitere Voraussetzungen immer.

### Tensordichte
Ersetze in der Definition von {\displaystyle |\Lambda ^{n}(M)|^{r}:=|\Lambda ^{n}(TM)|^{r}} das Tangentialbündel {\displaystyle TM} durch das Tensorbündel {\displaystyle T_{s}^{r}(TM).} Dann heißt das davon induzierte Dichtebündel {\displaystyle |\Lambda ^{n}(T_{s}^{r}(TM))|^{r}} das {\displaystyle r}-Tensordichtebündel. Im Fall {\displaystyle r=0} heißen die Elemente Tensorfelder.

### Distributionen
Da man wie weiter oben im Artikel beschrieben 1-Dichten über Teilmengen einer Mannigfaltigkeit integrieren kann, erlaubt dies nun Distributionen auf Mannigfaltigkeiten zu definieren. Sei {\displaystyle \Gamma _{c}^{\infty }(|\Lambda ^{n}(M)|^{1})} der Raum der glatten Schnitte {\displaystyle M\to |\Lambda ^{n}(M)|^{1}} mit kompaktem Träger. So kann man eine von {\displaystyle f} induzierte Distribution
{\displaystyle T_{f}\colon \Gamma _{c}^{\infty }(|\Lambda ^{n}(M)|^{1})\to C^{\infty }(\mathbb {R} )}
definieren durch
{\displaystyle \omega \mapsto \int f\omega .}
Aus diesem Grund setzt man
{\displaystyle {\mathcal {D}}(M,|\Lambda ^{n}(M)|^{1}):=\Gamma _{c}^{\infty }(|\Lambda ^{n}(M)|^{1}).}
Dies ist der Raum der glatten Schnitte mit kompaktem Träger, welcher analog zum Raum der Testfunktionen mit kompaktem Träger definiert ist. Der Raum der Distributionen ist dann analog zur reellen Analysis als topologischer Dualraum definiert. Man setzt also
{\displaystyle {\mathcal {D}}'(M):=({\mathcal {D}}(M,|\Lambda ^{n}(M)|^{1}))'.}